# Kolding IF (piłka nożna kobiet)
Kolding IF – duński klub piłki nożnej kobiet, mający siedzibę w mieście Kolding, na południu kraju. Od sezonu 2022/23 występuje w rozgrywkach Kvindeligaen.

## Historia
Chronologia nazw:
- 1996: Kolding IF – po fuzji z Kolding BK
- 2005: klub rozwiązano – po fuzji z Kolding BK i Nørre Bjært Strandhuse IF i utworzeniu Kolding FCQ
- 2007: Kolding IF – po wyjściu z fuzji z Kolding FCQ
- 10.2021: Kolding IF Women – po fuzji z KoldingQ

Kobieca drużyna piłkarska Kolding IF została założona w Kolding w 1996 roku w wyniku dołączenia do klubu kobiecej sekcji Kolding BK, chociaż klub macierzysty o nazwie Kolding Fodsports Klub powstał znacznie wcześniej, 15 października 1895 roku.
W sezonie 1996/97 kobieca drużyna startowała w rozgrywkach 1. division, zastępując w lidze poprzednika Kolding BK. W 2005 roku kobiece sekcje piłki nożnej klubów Kolding BK, Kolding IF i Nørre Bjært Strandhuse IF dołączyła do klubu Kolding FC, który powstał w 2002 roku w wyniku fuzji męskich oddziałów wymienionych klubów. Po dwóch sezonach współpracy i występach w barwach Kolding FCQ, w 2007 roku Kolding IF wycofał się z fuzji i musiał rozpocząć od nowa, grając w rozgrywkach regionalnych.
Od sezonu 2009/10 miasto na najwyższym poziomie prezentował klub KoldingQ. Dopiero we wrześniu 2021 roku ogłoszono, że KoldingQ połączy się i stanie się częścią Kolding IF, co nastąpiło pod koniec października 2021 roku – pierwszy mecz pod szyldem Kolding IF Women rozegrano 1 listopada 2021 roku.

## Barwy klubowe, strój, herb, hymn
|  |  |

Klub ma barwy biało-niebieskie. Piłkarki domowe spotkania zazwyczaj grają w białych koszulkach, niebieskich spodenkach oraz niebieskich getrach.

## Sukcesy

### Trofea międzynarodowe
Klub nigdy nie zakwalifikował się do rozgrywek europejskich.

### Trofea krajowe
| \| \| Zdobyte trofea w rozgrywkach Danii (stan na: 31-05-2023) \| |                                                          |      |          |
| Rozgrywki                                                         | Osiągnięcie                                              | Razy | Sezon(y) |
| Mistrzostwo                                                       | I miejsce                                                | 0    |          |
| Mistrzostwo                                                       | II miejsce                                               | 0    |          |
| Mistrzostwo                                                       | III miejsce                                              | 0    |          |
| Mistrzostwo                                                       | 5.miejsce                                                | 1    | 2022/23  |
| Puchar                                                            | zdobywca                                                 | 0    |          |
| Puchar                                                            | finalista                                                | 0    |          |
| Puchar                                                            | ćwierćfinalista                                          | 1    | 2021/22  |
| II liga                                                           | I miejsce                                                | 0    |          |
| II liga                                                           | II miejsce                                               | 0    |          |
| II liga                                                           | III miejsce                                              | 0    |          |
| II liga                                                           | 4.miejsce                                                | 1    | 1998/99  |
| Dania                                                             | Zdobyte trofea w rozgrywkach Danii (stan na: 31-05-2023) |      |          |

## Poszczególne sezony

### Rozgrywki międzynarodowe

#### Europejskie puchary
Nie uczestniczył w rozgrywkach europejskich.

### Rozgrywki krajowe
| \| Dania \| Bilans występów klubu w rozgrywkach piłkarskich Danii (Stan na 31 maja 2023 r.) \| \| |                                                                                 |        |       |   |   |   |    |    |     |            |        |        |      |
| Poziom                                                                                            | Rozgrywki                                                                       | Sezony | Mecze | Z | R | P | B+ | B– | Pkt | Lata       | Awanse | Spadki | Naj. |
| I                                                                                                 | Kvindeligaen                                                                    | 2      |       |   |   |   |    |    |     | od 2021/22 | 0      | 0      | 4    |
| II                                                                                                | 1. Division                                                                     | 1      |       |   |   |   |    |    |     | 1996–2006  | 0      | 1      | 4    |
| III                                                                                               | 2. Division                                                                     | 0      |       |   |   |   |    |    |     |            | 0      | 0      |      |
|                                                                                                   | Puchar Danii                                                                    | 2      |       |   |   |   |    |    |     | od 2021/22 | 0      | 0      | 1/4  |
| Dania                                                                                             | Bilans występów klubu w rozgrywkach piłkarskich Danii (Stan na 31 maja 2023 r.) |        |       |   |   |   |    |    |     |            |        |        |      |

## Piłkarki, trenerzy, prezydenci i właściciele klubu

### Trenerzy
- 11.2021–06.2022:  Anders Jensen
- od 01.07.2023:  Allan Drost

## Struktura klubu

### Stadion
Drużyna rozgrywała swoje mecze domowe na boisku Kolding Stadion w Kolding, który może pomieścić 10.000 widzów.

## Kibice i rywalizacja z innymi klubami

### Derby
- Kolding BK